# Makin
Makin  je naseljeno otočje u sastavu Kiribata.

## Zemljopis
Nalazi se u grupaciji Gilbertovih otoka, 3 km sjeverno od Butaritaria.

## Vanjske poveznice
|  | Zajednički poslužitelj ima još gradiva o temi Makin |